# Lijst van spelers van Oosterparkers
Dit is een lijst van voetballers die minimaal één officiële wedstrijd hebben gespeeld in het eerste elftal van de Nederlandse voormalig betaaldvoetbalclub Oosterparkers.

## B
- Van der Berg
- Jan Bolhuis
- Tjerk Bolhuis

## D
- Kobus Delgorge
- Johannes Dillema
- Jan Dijkstra
- Cor van Dorst
- Henk Duitsch

## E
- Chris Esschendal

## F
- Gradus Fransen

## G
- Jan Groninger

## H
- Jan Hielkema
- John den Hoogen

## M
- Mannes
- Tonny Metus
- Roelof Minck
- Geert Mulder
- Johan Mulder
- Meint Mulder
- Roelie Mulder

## R
- Rozema

## S
- Bertus Simon
- Klaas Snip
- René Stiekema

## W
- Mans Weessies